# Creu de Son Rafel Mas
La Creu de Son Rafel Mas és una creu de terme de la vila de Montuïri que està catalogada com a Bé d'Interès Cultural. El monument pren el nom de la important família Mas de la Creu perquè fins a l'agost de 1999 va estar situada al costat del seu casal, a la cantonada dels carrers del Pou del Rei i de sa Trona. Després que alguns accidents la destruïssin es va restaurar i traslladar alguns metres fins al pou del Dau el novembre de 2001. En la localització original marcava el límit de l'antiga pobla reial. S'ha datat la creu, la més remarcable del terme, a l'entorn del segle xvi, és de marès i d'estil gòtic. La base és circular i amb un esglaó, el fust de forma ortogonal. El capitell presenta la mateixa forma ortogonal formant una creu llatina. La decoració és de sis figures i dos escuts.